# Notropis calabazas
Notropis calabazas är en fiskart som beskrevs av Israel Lyons och Mercado-silva 2004. Notropis calabazas ingår i släktet Notropis och familjen karpfiskar. Inga underarter finns listade i Catalogue of Life.